# Marek Stratil
Marek Stratil (* 10. dubna 1976, Praha) je český fotbalista, útočník.
Hrál za AC Sparta Praha, FK Viktoria Žižkov, SK Tatran Poštorná a Dinaburg Daugavpils. V lize nastoupil v 5 utkáních. Se Spartou získal v roce 1998 mistrovský titul.